# 紀元前354年
紀元前354年（きげんぜん354ねん）は、ローマ暦の年である。
当時は、「アンブストゥスとクリスピヌスが共和政ローマ執政官に就任した年」として知られていた（もしくは、それほど使われてはいないが、ローマ建国紀元400年）。紀年法として西暦（キリスト紀元）がヨーロッパで広く普及した中世時代初期以降、この年は紀元前354年と表記されるのが一般的となった。

## 他の紀年法
- 干支 : 丁卯
- 日本
  - 皇紀307年
  - 孝安天皇39年
- 中国
  - 周 - 顕王15年
  - 秦 - 孝公8年
  - 楚 - 宣王16年
  - 斉 - 威王3年
  - 燕 - 文公8年
  - 趙 - 成侯21年
  - 魏 - 恵王16年
  - 韓 - 昭侯9年
- 朝鮮
  - 檀紀1980年
- ベトナム :
- 仏滅紀元 : 191年
- ユダヤ暦 :

## できごと

### ギリシア
- シュラクサイの僭主ディオンの振る舞いへの反発が増し、ディオンは遂にアテナイから一緒に遠征してきた仲間のひとりであるカリッポス (Calippus of Syracuse) に暗殺された。ディオンによって廃位されたディオニュシオス2世 (Dionysius II of Syracuse) は、イタリア本土へ亡命したままであった。
- アテナイは、キオス島、コス島、ロドス島の独立を認め、カリアのマウソロスと和平を結んだ。
- フォキス勢は、第三次神聖戦争 (Third Sacred War)において、アテナイに敗北を喫した。
- マケドニア王ピリッポス2世が、アテナイの支配下にあったメトニの町を陥落させ、破壊した。この攻城戦の最中に、ピリッポスは片目を失った。

### 共和政ローマ
- ローマは、サムニウム人たちと結び、ともにガリア人に対抗する相互防衛条約に合意した。他方、ローマはカエレ (Caere) に拠っていたエトルリア勢を打ち破った。

### 中国
- 秦が魏軍を元里で撃破し、少梁を奪った。
- 魏が趙を攻撃し、邯鄲を包囲した。楚が景舎を派遣して、趙を救援した。

### 建築
- カリア王マウソロスの墓であり、後に世界の七不思議のひとつに数えられたマウソロス霊廟の建設が始まった。

## 死去
- シュラクサイのディオン - シュラクサイの僭主（暗殺）（紀元前408年ころ生）
- ティモテオス (Timotheus) - アテナイの政治家、将軍
- クセノポン - ギリシアの歴史家、軍人、傭兵で、ソクラテスの弟子のひとり（紀元前427年ころ生）